# آن‌ها باهم آمدند
آن‌ها باهم آمدند (به انگلیسی: They Came Together) فیلمی محصول سال ۲۰۱۴ و به کارگردانی دیوید وین است. در این فیلم بازیگرانی همچون پل راد، ایمی پولر، کوبی اسمالدرز، کریستوفر ملونی، ماکس گرینفیلد، بیل هیدر، الی کمپر، جیسون منتزوکس، ملانی لینسکی، اد هلمز، نورین دیوالف، میکلا واتکینس، رندل پارک، تیونا پریس، دیوید وین، جک مک‌بریر، کینن تامسون، کن مارینو، ارین هیز، زاک اورث، نورا جونز، آدام اسکات، جان استیموس، مایکل مورفی، لین کوئن، جفری دین مورگان و مایکل شنون ایفای نقش کرده‌اند.